# 32e méridien ouest
En géographie, le 32e méridien ouest est le méridien joignant les points de la surface de la Terre dont la longitude est égale à 32° ouest.

## Géographie

### Dimensions
Comme tous les autres méridiens, la longueur du 32e méridien correspond à une demi-circonférence terrestre, soit 20 003,932 km. Au niveau de l'équateur, il est distant du méridien de Greenwich de 3 562 km,.
Avec le 148e méridien est, il forme un grand cercle passant par les pôles géographiques terrestres.

### Régions traversées
En commençant par le pôle Nord et descendant vers le sud au pôle Sud, Le 32e méridien ouest passe par:
| Coordonnées          | Pays, territoire ou mer      | Notes |
| -------------------- | ---------------------------- | --- |
| 90° 00′ N, 32° 00′ O | Océan Arctique               | |
| 83° 36′ N, 32° 00′ O | Groenland                    | Au nord de la Terre de Peary                                                                                                   |
| 83° 03′ N, 32° 00′ O | Fjord Frederick E. Hyde (en) | |
| 82° 59′ N, 32° 00′ O | Groenland                    | Au sud de la Terre de Peary |
| 81° 54′ N, 32° 00′ O | Fjord Indépendance           | |
| 81° 44′ N, 32° 00′ O | Groenland                    | |
| 39° 27′ N, 32° 00′ O | Océan Atlantique             | Passe juste à l'ouest de l'île de Flores, Açores, Portugal                                                                     |
| 60° 00′ S, 32° 00′ O | Océan Atlantique             | Passe juste à l'est de l'archipel Fernando de Noronha, Brésil (à 3° 50′ S, 32° 23′ O)                                          |
| 60° 00′ S, 32° 00′ O | Océan Austral                | |
| 77° 02′ S, 32° 00′ O | Antarctique                  | Liste des territoires à la fois par l' Argentine (Antarctique argentin) et le Royaume-Uni (Territoire antarctique britannique) |